# Pretend-student
Een pretend-student, schijnstudent, nepstudent of spookstudent is iemand die, vaak onder (onbewuste) druk, de schijn ophoudt (nog) te studeren, terwijl dit in werkelijkheid niet (meer) het geval is. Er is nog weinig bekend over exacte aantallen, maar in Nederland zijn al een aantal gevallen bekend. Vaak raakt de persoon in kwestie verstrikt in de eigen leugens, soms met ernstige emotionele problemen tot gevolg. In sommige gevallen leidt het tot zelfdoding. De leugens kunnen jarenlang aanhouden, zonder dat ook maar iemand op de hoogte is van de ware situatie.

## Schijnstudenten in de media
In de media is er sinds de jaren '10 meer aandacht voor schijnstudenten.
In de film Niemand in de stad (2018) en in de gelijknamige roman (2012) is een van de hoofdpersonages een schijnstudent.
In co-productie met de Evangelische Omroep (EO) maakte Fabiola TV de documentaire Pretend Student (Floor van der Kemp, Wendy Philipse, 2021) waarin vijf studenten te zien zijn die in deze situatie zaten of nog zitten en vertellen hoe het zo ver heeft kunnen komen.
De documentaire Schijnstudent (BNNVARA, 2022) gaat over Dianne Tonies, die vijf jaar lang schijnstudent was en daarna zelfmoord pleegde. Haar zus, Rachel Tonies, sprak in augustus 2020 over haar zus in het tv-programma Jinek.
Job van Ballegoijen de Jong was jarenlang schijnstudent, en schreef er een boek over, Morgen vertel ik alles: hoe ik mijn studie bij elkaar loog (september 2024, Atlas Contact, ISBN 9789045050836).